# 比约恩·费里
比约恩·费里（瑞典語：Björn Ferry，1978年8月1日—），瑞典男子冬季两项运动员。他曾代表瑞典参加2002年、2006年、2010年和2014年冬季奥林匹克运动会冬季两项比赛，获得一枚金牌。